# نيكولا بورتال
نيكولا بورتال (بالفرنسية: Nicolas Portal)‏ ولد بتاريخ 23 أبريل 1979 في فرنسا، هو دراج فرنسي سابق في صنف سباق الدراجات على الطريق.

## روابط خارجية
- نيكولا بورتال على موقع الاتحاد الدولي للدراجات (الإنجليزية)
- نيكولا بورتال على موقع أرشيف الدراجات (الإنجليزية)
- نيكولا بورتال على موقع إحصائيات الدراجات الإحترافية (الإنجليزية)
- نيكولا بورتال على موقع نسبة الدراجات (الإنجليزية)
- نيكولا بورتال على موقع CycleBase (الإنجليزية)
- الموقع الرسمي